# Amphibienbiotop Friedeholzer Schlatt
Das Amphibienbiotop Friedeholzer Schlatt ist ein Naturschutzgebiet in der niedersächsischen Stadt Syke im Landkreis Diepholz.

## Allgemeines
Das Naturschutzgebiet mit dem Kennzeichen NSG HA 206 ist etwa 18,8 Hektar groß. In ihm sind das zum 15. August 2002 ausgewiesene, 3,7 Hektar große Naturschutzgebiet „Schlatt am Friedeholz“ sowie Teile des Landschaftsschutzgebietes „Friedeholz“ aufgegangen. Das 17 Hektar große, gleichnamige FFH-Gebiet ist Bestandteil des Naturschutzgebietes. Das Naturschutzgebiet grenzt im Süden an das Landschaftsschutzgebiet „Friedeholz“. Das Gebiet steht seit dem 17. Juli 2018 unter Naturschutz. Zuständige untere Naturschutzbehörde ist der Landkreis Diepholz.

## Beschreibung
Das Naturschutzgebiet liegt nordöstlich von Syke im Naturpark Wildeshauser Geest. Es stellt ein Schlatt am Nordrand des Friedeholzes mit seiner Umgebung sowie die südlich angrenzenden Waldflächen unter Schutz. Das Schlatt liegt in einer Mulde und ist von einer Grünlandfläche umgeben, die durch Gehölze gegen die Umgebung abgegrenzt ist. In die Grünlandfläche sind weitere Gehölze eingestreut. Das Schlatt mit stark schwankenden Wasserständen ist Lebensraum verschiedener Amphibien, darunter Kammmolch und Laubfrosch. Das angrenzende Waldgebiet dient als Winterhabitat.